# Дони-Жабар
Дони-Жабар (серб. Доњи Жабар) — населённый пункт (село) на северо-востоке Боснии и Герцеговины (северо-западнее от города Брчко и юго-восточнее от города Шамац). Центр общины Дони-Жабар. Относится к Республике Сербской.

## Население
Численность населения села по переписи 2013 года составила 1 297 человек, общины — 4 043 человека.
Национальный состав города по переписи 1991 года:
- Сербы — 1.394 (98,16%)
- Югославы — 13 (0,91%)
- Мусульмане — 3 (0,21%)
- Хорваты — 2 (0,14%)
- остальные — 8 (0,56%)
- Всего — 1.420